# Дашян, Артак Артюшевич
Артак Артюшевич Дашян (арм. Արտակ Արտյուշի Դաշյան; 20 ноября 1989, Ереван, Армянская ССР, СССР) — армянский футболист, полузащитник клуба «Пюник» и национальной сборной Армении.

## Клубная карьера
Дашян является воспитанником футбольной школы «Шенгавит». В 2006 году получил приглашение от «Бананца», за который начал выступать в чемпионатах Армении с 2007 года. Свой потенциал Артак начал показывать с ранних лет. Своей игрой он привлёк к себе внимание главного тренера клуба, а затем и сборной по футболу.
В чемпионате 2009 года, во время поединка 24 тура «Бананц» — «Ширак» оскорбил судью, за что был сразу удален с поля. Дисциплинарный комитета ФФА вынес решение о дисквалификации игрока на четыре ближайших матча первенства Армении по футболу, а столичный клуб оштрафован на сумму в 150 тысяч драм.
После просмотра в донецком «Металлурге», тренером которого являлся бывший рулевой «Бананца» Николай Костов, подписал контракт на 3 года с возможностью продления ещё на 2.
Редко попадая в заявку на матчи и выходя лишь на замену, руководство «Металлурга» решило отдать игрока в аренду. Главным заинтересованным лицом в получении игрока стал бывший клуб. В итоге руководители обоих клубов достигли соглашения о переходе Дашяна на арендных условиях в «Бананц». Дашян без усилия влился тренерскую схему команды. С завершением карьеры в середине сезона Артура Восканяна, капитаном команды стал Арсен Балабекян, а Дашян стал — вице-капитаном. После завершения сезона руководство клуба решило не продлевать контракт с Балабекяном, который в связи с этим был вынужден покинут клуб. Дашян таким образом стал капитаном команды.

## Карьера в сборной
С 2008 года привлекается в состав молодёжной сборной, спустя год начал привлекаться и в состав национальной сборной по футболу. Свой первый матче в составе сборной провёл 11 февраля 2009 года на Кипре, против сборной Латвии (0:0).

## Достижения
«Бананц»
- Серебряный призёр чемпионата Армении: 2007
- Обладатель Кубка Армении: 2007
- Финалист Кубка Армении: 2008, 2009

«Вардар»
- Чемпион Македонии: 2014/15

## Личная жизнь
В конце ноября 2011 года женился. Имеет автомобиль марки «Mercedes СLK320».

## Статистика выступлений
Данные на 24 ноября 2011 год
| Клуб               | Сезон            | Чемпионат | Чемпионат | Кубки | Кубки | Еврокубки | Еврокубки | Всего | Всего |
| Клуб               | Сезон            | Матчи     | Голы      | Матчи | Голы  | Матчи     | Голы      | Матчи | Голы  |
| ------------------ | ---------------- | --------- | --------- | ----- | ----- | --------- | --------- | ----- | ----- |
| Бананц             | 2007             | 2         | 0         | 0     | 0     | 0         | 0         | 2     | 0     |
| Бананц             | 2008             | 13        | 4         | 1     | 0     | 0         | 0         | 14    | 4     |
| Бананц             | 2009             | 19        | 4         | 5     | 0     | 2         | 1         | 26    | 5     |
| Всего              | Всего            | 34        | 8         | 6     | 0     | 2         | 1         | 42    | 9     |
| Металлург (Донецк) | 2009/10          | 4         | 0         | 0     | 0     | 0         | 0         | 4     | 0     |
| Металлург (Донецк) | 2010/11          | 9         | 0         | 0     | 0     | 0         | 0         | 9     | 0     |
| Всего              | Всего            | 13        | 0         | 0     | 0     | 0         | 0         | 13    | 0     |
| Бананц             | 2011             | 25        | 4         | 5     | 0     | 2         | 0         | 54    | 4     |
| Бананц             | 2012/13          | 0         | 0         | 0     | 0     | 0         | 0         | 0     | 0     |
| Всего              | Всего            | 25        | 4         | 5     | 0     | 2         | 0         | 32    | 4     |
| Всего за карьеру   | Всего за карьеру | 72        | 12        | 11    | 0     | 6         | 2         | 87    | 13    |

| № | Дата            | Оппонент | Счёт | Голы Дашяна | Соревнование            |
| 1 | 14 февраля 2009 | Латвия   | 0:0  | 0           | Товарищеский матч       |
| 2 | 10 октября 2009 | Испания  | 1:2  | 0           | Отборочный матч ЧМ-2010 |
| 3 | 11 августа 2010 | Иран     | 1:3  | 0           | Товарищеский матч       |
| 4 | 5 марта 2014    | Россия   | 0:2  | 0           | Товарищеский матч       |

Итого: 4 матча / 0 голов; 0 побед, 1 ничья, 3 поражения.
(откорректировано по состоянию на 12 марта 2014 года)